# Tolbutamid
Tolbutamid ist ein Arzneistoff zur Behandlung von Typ-2-Diabetes, dem sogenannten Altersdiabetes (ehemalige, umgangssprachliche Bezeichnung), aus der Reihe der Sulfonylharnstoffe, zu denen z. B. auch Glibenclamid zählt.

## Wirkungsweise
Es bewirkt über die Bindung an den SUR1-Rezeptor, der eine Untereinheit der ATP-abhängigen Kalium-Kanäle der β-Zellen in den Langerhans'schen Inseln des endokrinen Pankreas darstellt, eine Hemmung ebendieser. Daraus resultiert eine Depolarisation der Membran, was wiederum zu einem Einstrom von Calcium-Ionen in die β-Zellen führt. Calcium stellt einen wichtigen Effektor bei der Verschmelzung von Vesikeln mit der Membran dar. In den Vesikeln des Pankreas befinden sich Insulin und C-Peptid, welche in der Folge vermehrt ausgeschüttet werden. Insulin führt zum gewünschten Abfall des Blutzuckerspiegels.

## Nachteil
Diese Therapie führt über kurz oder lang zu einer Ermüdung der Insulinsekretion aus den β-Zellen. Dem Patienten wird nur eine gewisse Zeit das Spritzen von Insulin erspart bleiben. Es sollte primär geraten werden, eine strikte Diät in Verbindung mit körperlicher Aktivität einzuhalten, da eine Insulinresistenz, die ja beim Typ 2 vorliegt, zum Teil durch die entsprechende Lebensweise umkehrbar ist.

## Handelsnamen
Tolbutamid ist in Dänemark unter dem Namen Arcosal erhältlich.